# Arberradmarathon
Der Arber Radmarathon ist ein deutscher Radmarathon in den Disziplinen Straße und MTB. Der Radmarathon wird jährlich, in der Regel am letzten Juliwochenende, in Regensburg ausgetragen.
Er wird vom Radsportverein Veloclub Ratisbona  veranstaltet und organisiert. Der Radmarathon fand erstmals im Juli 1984 als interne Vereinsveranstaltung statt. Präsidentin des Organisationskomitees sowie des Vereins ist Barbara Wilfurth.
Der heutige Arber Radmarathon ist eine zweitägige Veranstaltung aufgeteilt auf Samstag und Sonntag: Neben den Radmarathon am Sonntag gibt es ein Straßenradrennen namens „Weltenburger Dunkles Radler Kriterium“, das als Kriterium ausgetragen wird. Mit über 6500 Teilnehmern gehört der Radmarathon neben anderen Veranstaltungen in den Dolomiten und Sölden zu den größten Radmarathons. Auf einer Distanz von 250 km bewältigen die Teilnehmer 3800 Höhenmeter.

## Geschichte
Die Geburtsstunde der Veranstaltung war am 28. Juli 1985. An diesem Tag fand der erste Arber Radmarathon mit 90 Teilnehmern statt. Mitglieder vom Veloclub Ratisbona  organisierten den Marathon, nachdem sie in einer Trainingsausfahrt von Regensburg zum Arber inspiriert worden waren. In den folgenden Jahren entwickelte sich der Radmarathon zu einer festen Institution in der Regensburger Sportszene.

## Strecken
| Tourbezeichnung | Schwierigkeitsgrad | Streckenname      | Streckenlaenge | Hoehenmeter |
| --------------- | ------------------ | ----------------- | -------------- | ----------- |
| Tour A          | sehr schwer        | Grosse Arberrunde | 250 km         | 3750 hm     |
| Tour B          | schwer             | Kleine Arberrunde | 175 km         | 2400 hm     |
| Tour C          | mittelschwer       | Bayerwaldrunde    | 125 km         | 1400 hm     |
| Tour D          | mittelschwer       | Panoramarunde     | 100 km         | 900 hm      |
| Tour E          | leicht             | Continentalrunde  | 56 km          | flach       |
| Tour F          | sehr schwer        | Regentalrunde     | 106 km         | 2050 hm     |
| Tour G          | schwer             | Suessenbachrunde  | 84 km          | 1600 hm     |
| Tour H          | mittelschwer       | Altenthannrunde   | 61 km          | 950 hm      |